# Eva Franco
Eva Petrona Talía Franco (Buenos Aires, 29 de junio de 1906-Mar del Plata, 28 de marzo de 1999), más conocida como Eva Franco, fue una actriz argentina que se destacó en el teatro, el cine y la televisión. Representó más de 200 obras de teatro y 22 películas. Alberto Vacarezza escribió para ella la famosa obra teatral Tu cuna fue un conventillo.

## Vida artística
Hija de Ernesta Morandi y el actor José Franco. Nacida en una familia de actores debutó a los ocho meses en un escenario en brazos de Gerónimo Podestá. A los 5 años realiza su primera obra de la mano de María Esther Podestá. Participó en los repartos de su padre y en las compañías de Pablo Podestá y Camila Quiroga. 
Se destacó como una actriz de excepción desde sus comienzos 1923, cuando contaba con 16 años, en la compañía de teatro dirigida por su padre y en 1924 debutó en la película sin sonido La cieguita de la avenida Alvear. A partir del año siguiente compartió cartel con su padre y en 1929 se unieron a la compañía de Enrique de Rosas. Si bien realizó todo tipo de géneros teatrales, se destacó y su nombre está asociado con el sainete. Actuó en más de 200 obras teatrales de autores como Alberto Vacarezza, Samuel Eichelbaum, González Pacheco, Claudio Martínez Paiva, Enrique García Velloso y Julio Sánchez Gardel, entre otros. Compartió el escenario con actores y actrices como Pablo Podestá, Florencio Parravicini, Camila Quiroga y Angelina Pagano.
A principios de la década de 1930 forma su propia compañía, con la que obtuvo un Premio Municipal en 1932 por la temporada desarrollada en el Teatro Liceo. En 1933 fue tapa del primer número de la revista Sintonía. En 1934 actuó bajo dirección de Federico García Lorca en La dama boba, de Lope de Vega, cuando el genial autor andaluz trajo sus obras a la Argentina. También fue dirigida por Cecilio Madanes en cine, Rodolfo Graziano, Antonio Cunill Cabanellas y Jorge Lavelli. Fue una de las fundadoras de la Comedia Nacional, de la Asociación Argentina de Actores y presidenta de la Casa del Teatro.
Actuó en 22 películas de cine, entre ellas Medio millón para una mujer, Locos de verano y La nona. Se radicó en Mar del Plata, donde nacieron sus hijos y sus nietos. En 1987 viajó a Lima donde realizó la obra teatral "Solo Ochenta", y en 1994 hace en Buenos Aires la que sería su última obra "Barranca abajo".
En 1998 recibió su último homenaje y presentó su libro autobiográfico "Cien años de teatro en los ojos de una dama". Falleció el 28 de marzo de 1999 de una neumonía a los 92 años en Mar del Plata.
Su padre fue el actor José Franco, fundador del teatro argentino e integrante de la compañía teatral Arata-Simari-Franco. Su hermana fue la actriz Herminia y su prima hermana Nélida Franco.

## Filmografía en Argentina
- El camino de los sueños (1993)
- Contar hasta diez (1985)
- Noches sin lunas ni soles (1984)

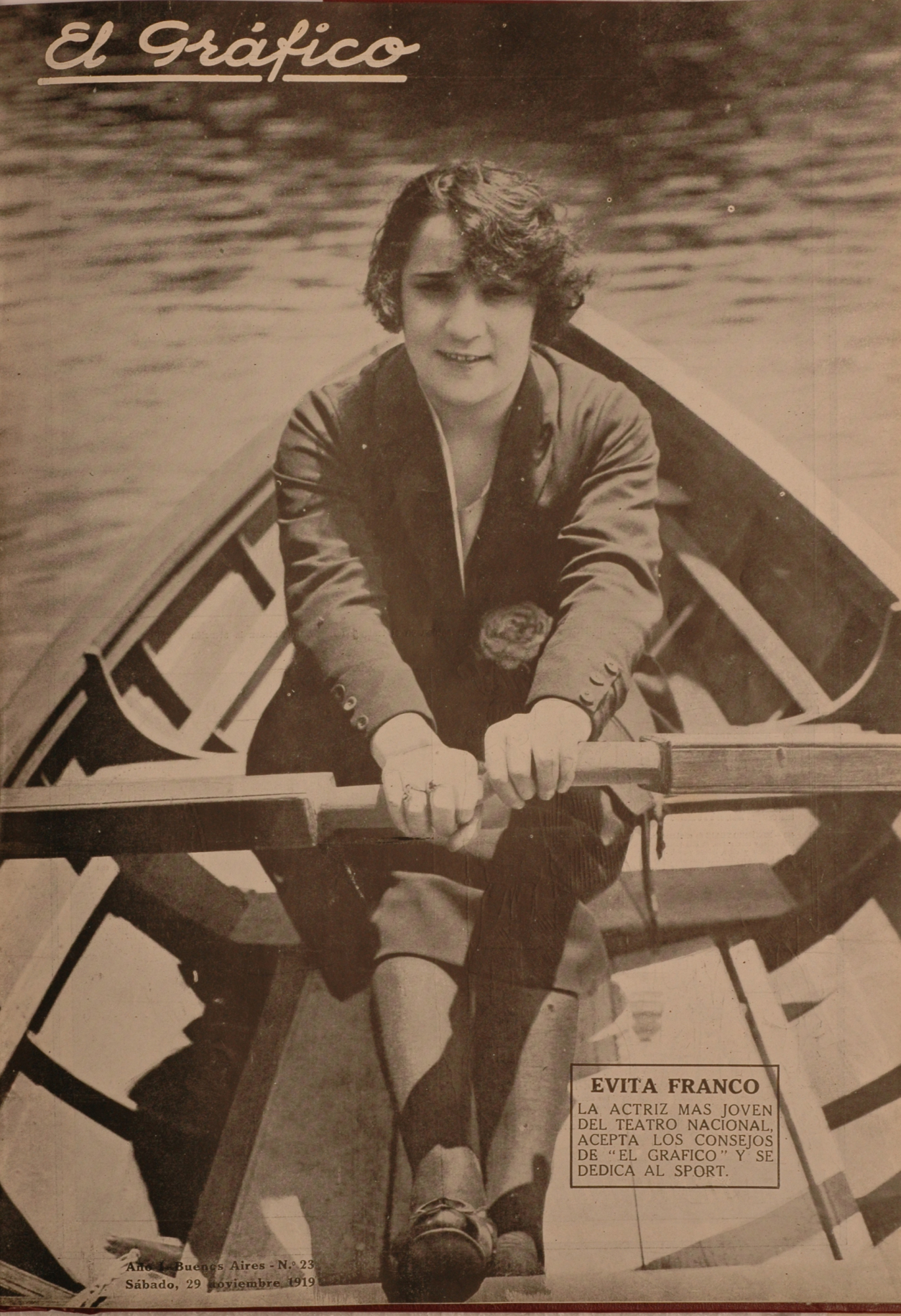
Eva Franco remando, 1919.

- De la misteriosa Buenos Aires (1981)
- El Fausto criollo (1979)
- La nona (1979)
- La rabona (1978)
- Destino de un capricho (1972)
- Juguemos en el mundo (1971)
- En mi casa mando yo (1968)
- Locos de verano (1942)
- Medio millón por una mujer (1940)
- La cieguita de la Avenida Alvear (sin sonido) (1924)
- Resaca (1916)

## Teatro
- Retazo (1924)
- Señorita Charleston (1927) de Armando Moock con la Compañía Franco en el Teatro Comedia
- Joven, viuda y estanciera
- Pájaro de barro
- Mamá bonita

## Premios
Obtuvo entre otros premios:
- Premio Municipal, Medalla de Oro, 1936.
- Premio Municipal a la mejor actriz dramática, 1939.
- Premio a la mejor actriz otorgado por la Asociación de Cronistas Cinematográficos de la Argentina, 1981.
- Premio Martín Fierro, 1967.
- Premio San Gabriel otorgado por el Fondo Nacional de las Artes, 1981.
- Diploma al Mérito de la Fundación Konex, 1981.
- Premio María Guerrero, 1987.
- Premio Molière, 1987.
- Laurel de Plata otorgado por el Rotary Club de Buenos Aires, 1982.
- Premio Anual a la mejor trayectoria, 1990.
- Premio Podestá, 1991.
- Ciudadana ilustre de la Ciudad de Buenos Aires. 1993.
- Premio ACE de Oro, 1994.
- Premio Estrella de Mar, 1998.

Fue nombrada ciudadana ilustre de Mar del Plata.

## Su voz
En el sitio de Roberto Di Chiara es posible oír un relato realizado por Eva Franco sobre su trabajo con García Lorca durante los nueve meses que el autor español vivió en la Argentina.
(Relato de Eva Franco)